# Pavel Fořt (hudebník)
Pavel Fořt (* 26. dubna 1947 Praha) je český kytarista, baskytarista, kapelník, skladatel a především aranžér.

## Historie
Absolvoval několik semestrů matematicko-fyzikální fakulty Univerzity Karlovy, ale láska k rockové muzice byla silnější. Na lidové škole umění studoval kytaru, housle, skladbu a instrumentaci. Svou muzikantskou dráhu začínal jako hráč na doprovodnou kytaru ve skupině Mahagon, ze které v roce 1966 manažer Přemek Černý vytvořil dnes legendární Flamengo.
S Flamengem hrál Pavel Fořt takřka po celou dobu existence kapely (do léta 1972) a jako aranžér a kytarista se výrazně podílel na klíčovém albu české rockové historie Kuře v hodinkách, spolupracoval i na prvním albu Vladimíra Mišíka Stříhali dohola malého chlapečka skupiny Etc. Poté přijal nabídku skupiny Luďka Švábenského, která v té době doprovázela Helenu Vondráčkovou. Hrál krátce s Viktorem Sodomou, Evou Pilarovou, aby se v roce 1974 stal jedním z nepřeslechnutelných hudebníků Orchestru Ladislava Štaidla.
V roce 1977 založil Pavel Fořt vlastní studiovou formaci Labyrint Pavla Fořta a od konce sedmdesátých let se začal kromě aranžérské, instrumentální, producentské a kapelnické práce věnovat i komponování. Karel Gott natočil jeho melodie „Hvězda chodníků“ a „Srdcový král“.
Vedle Vladimíra Mišíka se rovněž dvoutřetinovým podílem podepsal na aranžích pro Generaci C&K Vocalu a kompletním zaranžováním alb skupiny Marsyas a Vladimíra Merty.
V roce 1983 natočil vlastní studiové album Premiéra, které v zahraničí vyšlo pod názvem First Night Show. Na albu byly nahrány zejména předělávky slavných zahraničních hitů, ve kterých namísto sólového zpěvu figurovala elektrická kytara.

## Současnost
V současné době se Pavel Fořt podílí jako aranžér a hudebník na albech mnoha populárních umělců, spolupracoval např. na albu Iva Jahelky, Miroslava Palečka a dalších. Po odstěhování z Prahy působil v hudební skupině Elefant, kde ho na baskytaru doprovázel jeho syn Karel (*1987), s nímž nadále hraje i v dalších projektech. Pravidelně vystupuje s pražskou Doo-wopovou kapelou Dum Doobie Doobie Band.
Od roku 2006 vyučuje hru na elektrickou a basovou kytaru v ZUŠ Sedlčany. V ZUŠ Sedlčany vedl spolu s kapelníkem Václavem Caltou taneční orchestr pod názvem Blue Orchestra.
V roce 2012 vyšla po 40 letech od původního vydání reedice desky Kuře v hodinkách a při této příležitosti se Pavel Fořt společně s Vladimírem Gumou Kulhánkem a Vladimírem Mišíkem rozhodli zorganizovat turné ke 40. výročí tohoto alba.
Pavel Fořt hraje na české lampové aparáty HOT, které na zakázku vyrábí Pavel Horký, a na ručně vyrobenou elektrickou kytaru vyrobenou českým kytarářem Peterem Jurkovičem. Také velmi často hraje na svou baskytaru Thor Sound Aria Pro II (TSB-400).

## Diskografie
Toto je neúplný výčet alb, na nichž se Pavel Fořt podílel, a to buď aranžérsky, nebo jako muzikant. Kromě toho se podílel na všech albech a singlech kapely Flamengo, na nahrávkách Karla Gotta a mnoha dalších interpretů.
- Flamengo: Kuře v hodinkách (1971)
- C&K Vocal: Generace (1977)
- Vladimír Merta: P.S. (1978)
- Marsyas: Marsyas (1978)
- Ladislav Štaidl a sólisté jeho orchestru: Muzikoterapie 2 (1978)
- Vladimír Mišík a Etc…: Stříhali dohola malého chlapečka (1978)
- Miroslav Dudáček: Malý Velký Muž (1979)
- Orchestr Ladislava Štaidla: Music Therapy (1979)
- Karel Černoch: Srdce z plíšku (1980)
- Felix Slováček: Felix Slováček 5 (1980)
- Helena Vondráčková: Sblížení (1981)
- Karel Gott: Kontrasty (1982)
- Jan Spálený: Já se tě nevzdám (1983)
- Pavel Fořt: Premiéra (1983)
- Miki Volek: Miki Volek. Miki Volek? Miki Volek! (1984)
- Miroslav Paleček a Michael Janík: Kukátko a něco navíc! (1995)
- Miroslav Paleček a Ivo Jahelka: Tenisová akademie (1999)
- Ivo Jahelka: Neznalost neomlouvá (2003)
- Miroslav Paleček: Každej je nějakej (2005)
- Marta Kubišová: Ne! The Soul Of Marta Kubišová (2009)